# Llenguatge religiós
El llenguatge religiós és el tipus de llenguatge usat per referir-se a Déu, la fe o altres fenòmens religiosos. Forma part de la teologia i de la filosofia de la religió i constitueix una varietat específica de la llengua comuna, ja que aquesta sovint no és suficient per donar compte d'afers que per definició queden fora de l'abast de l'experiència de l'ésser humà. Per això el llenguatge religiós sovint usa recursos específics per intentar apropar el significat de conceptes abstractes. D'una banda usa la via negativa: explica el que no és per tractar d'aproximar-se a allò inefable. D'altra banda pot emprar l'analogia, la metàfora o la paràbola per simplificar aquests conceptes.